# پرانتل (دهانه)
پرانتل یک دهانه برخوردی در ماه‌ است.